# 王問 (成化進士)
王問（1441年—？），字好學，山東東昌府高唐州武城縣人，民籍。明朝政治人物。進士出身。

## 生平
山東鄉試第十二名。成化五年（1469年）乙丑科會試第一百三十八名，殿試登進士第三甲第一百六十一名。曾任直隸永平府知府。

## 家族
曾祖王思誠。祖父王仲禮。父亲王循。